# Шлемоголовая жаба
Шлемоголовая жаба (лат. Ingerophrynus galeatus) — вид бесхвостых земноводных из семейства жаб, обитающий в Юго-Восточной Азии.

## Описание
Общая длина достигает 6—7 см. Наблюдается половой диморфизм: самки крупнее самцов. На голове у самок развиты мощные костные выросты, образующие высокие гребни. Лапы, бока и края спины покрыты мелкими острыми шипами. Общая окраска спины шоколадно-коричневая, боков — красно-коричневая. На основном фоне располагается развитый в той или иной степени рисунок из мелких тёмных пятен.

## Образ жизни
Населяет тропические и субтропические леса в горной местности. Встречается на высоте до 1300 метров над уровнем моря. Питается беспозвоночными.

## Размножение
Спаривание и размножение происходит в чистых горных ручьях.

## Распространение
Обитает во Вьетнаме, Лаосе, Камбодже, Таиланде, иногда встречается в провинции Хайнань (Китай).